# Bruno Venturini (partigiano)
Bruno Venturini, nome di battaglia Gianni Bianchini, alias Carlo Federici (Fano, 28 settembre 1909 – Brescia, 29 novembre 1944), è stato un chimico e partigiano italiano; attivista militante comunista e martire della libertà assassinato dai fascisti, medaglia d'argento al valor militare alla memoria.